# Jindřich II. z Hradce
Jindřich II. z Hradce († 5. července 1362/1363?) byl český šlechtic z rodu pánů z Hradce.

## Rodina

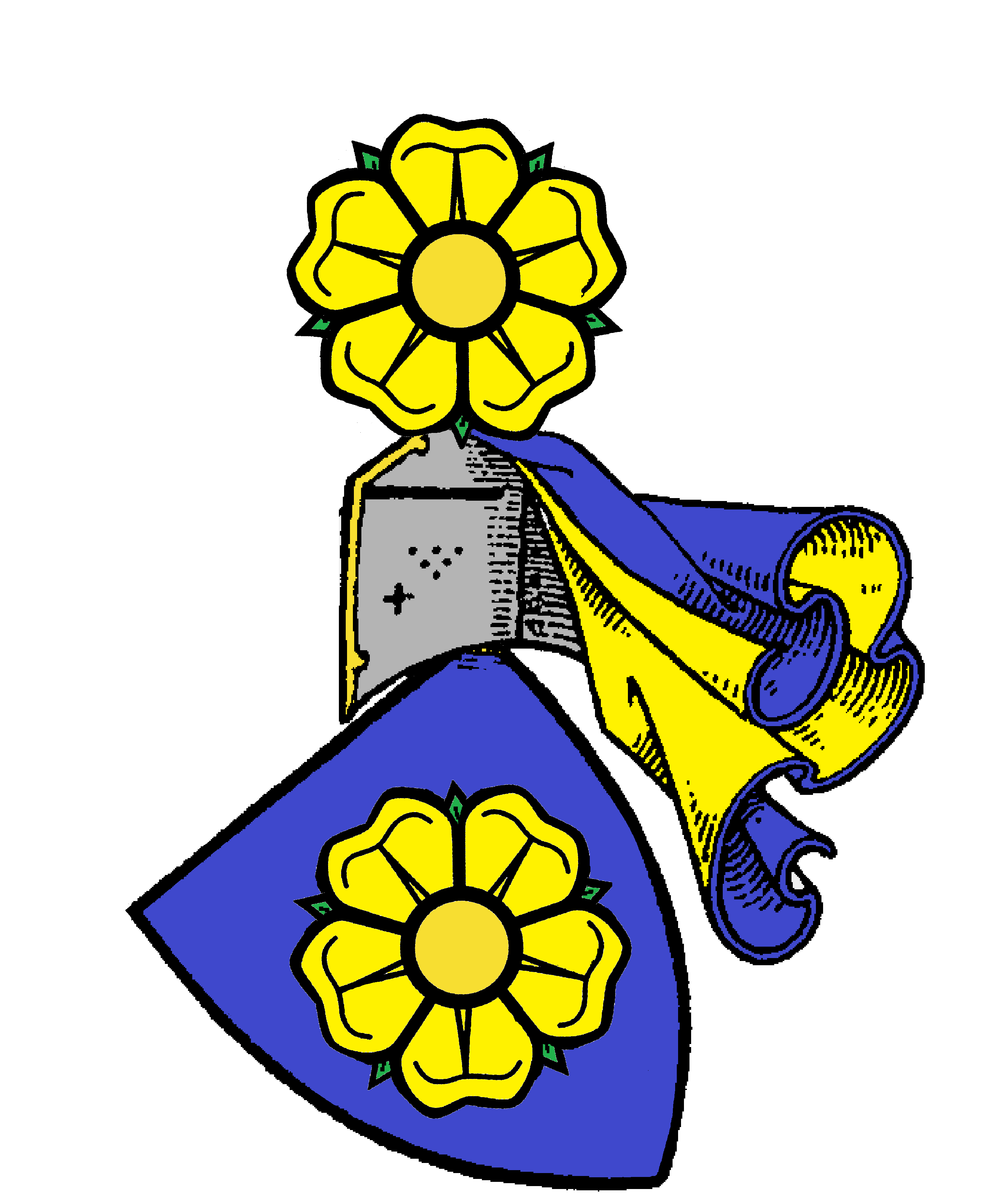
Erb pánů z Hradce

Jindřichovými rodiči byli Oldřich III. z Hradce a některá z jeho dvou manželek: Markéta Korutanská nebo Klára. Měl tři bratry: Oldřicha, Menharta a Heřmana.
Jindřichovou první manželkou byla lankraběnka Markéta z Leuchtenberka, dcera Purkarta Maidburského a vdova po Janovi lankraběti z Leuchtenberka hraběti z Halsu. Podle smlouvy z roku 1349 dostala jako věno 1000 kop grošů a dalších 1000 jí manžel zapsal jako obvěnění. Zemřela 26. července neznámého roku.
Po druhé se Jindřich oženil s Markétou z Hardeka, přičemž jí Karel IV. v roce 1364 povolil s jejím věnem volně nakládat. O rok později zapsala klášteru klarisek v Českém Krumlově 400 kop grošů na vsích Velké a Malé Jižné, Lodhéřově, Drahýšce, Radouňce, třech mlýnech u Jižné a dvou lánech lesa u Deštné. Podle záznamu krumlovského nekrologia zemřela 8. června roku 1369, což se neslučuje se zmínkou v listině bratří z Rožmberka z roku 1384 v listině, kde je uváděna jako představená krumlovského kláštera klarisek.
Podle deskového zápisu měl Jindřich tři syny se jménem Jindřich a dále syna Jana (Henslina), přičemž v pozdějších pramenech jsou vzpomínáni jen Jindřich mladší a Jindřich starší. Jan (Henslin) se snad stal duchovním, neboť jistý Jan, syn Jindřicha z Hradce, je zmíněn v roce 1355 jako královský kaplan a medik, pro kterého Karel IV. požadoval expektaci na beneficium v pražské diecézi. Jan zastával již tehdy post arciděkana litoměřického a měl expektaci na kanonikát v kapitule sv. Víta. Tento Jan pravděpodobně nebyl synem Markéty z Hardeka. Podle Augusta Sedláčka měli synové Jindřich a Henslin zemřít před dosažením dospělosti.
Jedna z Jindřichových dcer vstoupila roku 1361 do kláštera svaté Kláry při provinciální kapitule v Krumlově. V úvahu by připadala druhá abatyše Anna, která zemřela 6. prosince roku 1380 a která klášteru odkázala příjem tří kop.

## Život
Jindřich (pravděpodobně nejstarší Oldřichův syn) je poprvé připomínán v roce 1345 jako věřitel Jana Jindřicha Již od mládí se účastnil různých tažení Jana Lucemburského a Karla IV. V roce 1347 v Karlových službách pustošil Bavorsko a jménem Karlovým také společně s Heníkem z Dubé, Vilémem z Landštejna, Čeňkem z Lipé a Valterem z Moisenburgu sliboval řezenským měšťanům pomoc proti Ludvíku Bavorovi.
Za své služby byl panovníkem roku 1349 odměněn potvrzením dědičné držby vsi Mladoňovice, která byla původně zeměpanským lénem. Královský dluh již tehdy dosáhl částky 3000 kop grošů. Během dalších panovnických služeb pánům z Hradce vznikla škoda ve výši 1000 kop grošů, a tak Karel IV. Jindřichovi a jeho bratrům zastavil v této hodnotě Domažlice i s provinciálním soudem, mýtem, patronátními právy kostelů a dalšími příjmy. Jindřich musel o rok později přislíbit formou vydaného reversu, že za vyplacení zastaveného majetku nebude žádat větší sumu. Ten samý rok (22. července 1350) jmenoval Karel IV. Jindřicha spolu s Joštem z Rožmberka popravcem v plzeňské provincii. V této funkci řešil společně s Rúsem z Litic hraniční spory s Oldřichem a Janem z Leuchtenberka, kteří byli i jeho švagry. Jindřichova slibná kariéra na panovnickém dvoře, kdy ještě 17. března roku 1351 zasedal i na zemském soudě, byla ukončena pravděpodobně blíže neznámým sporem s Eberhardem z Wallsee.
Jindřich v doprovodu 70 jezdců vpadl do Rakous a způsobil tam mnohé škody. Po návratu do Čech byl spolu se svým spojencem Petrem ze Šternberka, který mu přišel na pomoc s 30 jezdci, v bitvě u Zámostí 16. listopadu 1351 poražen vojskem Vilémem z Landštejna a Rakušany. Jindřich byl zajat a odveden na rakouský hrad Potenstein. K jeho propuštění došlo až po vyplacení 2000 kop grošů. Na Jindřichovu stranu se postavili též jeho švagr Jošt z Rožmberka, Jindřich z Michalovic a Petrův otec Štěpán ze Šternberka. Karel IV. zasáhl ve prospěch Viléma za Landštejna. Dobyl některé rožmberské hrady v Podbrdsku a v únoru 1352 táhl demonstrativně jižními Čechami (pořadí zásahů není jisté). Dne 2. května roku 1352 vynesl král smírčí výrok. Bratři z Hradce mezitím museli 24. května prodat bratrům z Rožmberka městečko Sedlčany a vsi Příčovy, Břekovou Lhotu, Dublovice, Líchový, Velkou a Malou Jezvinu a Chramosty, aby si opatřily 2000 kop grošů pro výkup Jindřicha ze zajetí.
Jindřich a jeho bratři se brzy dočkali milosti Karla IV. Král jim v roce 1353 udělil právo dědit po jejich nejmladším bratru Heřmanovi, jehož dědictví si měli rozdělit rovným dílem. Naopak ale přišli o zastavené Domažlice. Spor Jindřicha z Hradce a Viléma z Landštejna rozhodl Karel IV. v Praze 12. června roku 1354. Pravděpodobně kvůli úhradě škod prodal Jindřich bratrům z Rožmberka za 1902 kop grošů svůj podíl na Zálší, Mažicích, Borkovicích, Svinech, Vlastiboři a Svinkách, který předtím koupil od svých bratrů. V letech 1354-1355 se Jindřich účastnil Karlovy korunovační cesty do Říma. Během této cesty se okolo 20. května roku 1355 vyznamenal při povstání v Pise. V přítomnosti císaře pobýval i v červnu v Norimberku a v srpnu v Praze. Znovu pak roku 1356 v Brně.
Po smrti Viléma z Landštejna (po 23. dubnu 1356) napadli Rožmberkové a páni z Hradce královské statky. Ale záhy muselo dojít ke smíru, jelikož 8. srpna 1356 je Jindřich doložen v přítomnosti císaře v Praze. Z Jindřichovy listiny z 19. srpna 1356 vysvítá, že během tohoto povstání markraběcí vojsko dobylo hrad a město Telč, přičemž Jindřich tehdy přislíbil, že se nebude mstít a tento slib pečetili i jeho příbuzní Petr a Jošt z Rožmberka a Dobeš z Kamenice, švagr pánů z Rožmberka. Druhá listina ze stejného dne uvádí, že to byli Jindřichovi služebníci, kteří zavraždili Albrechta z Vrašova, načež Jindřich v této listině slíbil poddat se králi, nahradit škody, propustit zajatce, dále musel do dne sv. Václava na dva roky opustit země příslušející k českému království a Karlův dvůr. Jeho zboží měli mezi tím opatrovat Ješek z Vartenberka a Veselí, nejvyšší komorník český a bratři Petr a Jošt z Rožmberka.
Neuplynul ani rok a 28. dubna 1357 je Jindřich připomínán v císařově doprovodu. Prahu navštívil ve stejném roce ještě v červnu a srpnu a následující rok v červnu 1359, v doprovodu bratra Oldřicha v lednu roku 1360 a ve stejném roce v červnu pak Prahu navštívil sám. Dne 5. září 1360 svědčil v Ezzlingenu (Esslingen) při uzavření míru Karlem IV. a Janem Jindřichem s rakouským vévodou Rudolfem IV.
Jako poručník sirotků po Jindřichovi z Černína je Jindřich připomenut v roce 1360. Bratrům z Rožmberka prodal v roce 1361 za 320 kop ves Pořín. Krátce po návštěvě Jindřichova Hradce Karlem IV. (18. června roku 1362) Jindřich 5. července 1362 zemřel. Spor s pány z Bítova, ve kterém si Bítovští nárokovali dačické panství a páni z Hradce hrad Cornštejn a jeho panství, tak nebyl za jeho života uspořádán. Poručníky svých dětí ustanovil Jindřich bratry z Rožmberka.

## Majetková situace
V Čechách Jindřich přišel jen o Sedlčansko a majetky u Soběslavi. Poněkud jiná byla situace jeho majetků na Moravě. V roce 1350 vložila Jindřichovi Kateřina z (Kostelní) Vydří dva lány a popluží ve Vydří (pravděpodobně Zadní Vydří, kde pak držel Jindřich mladší majetky). V první polovině 50. let získal směnou se Štěpánem z Březnice za Sviny panství hradu Šternberk (až na vsi Mnich a Řídelov). V roce 1358 Jindřich prodal Štěpánovi z Dědic za 122 hřiven Větší a Menší Jeníkov, naopak v roce 1361 koupil od Alberta z Dyjic za 150 hřiven ves Dyjice. Ve stejném roce prodal Dobroslavovi z Dlouhé za 130 kop Meziříčko. Další prodeje byly do desk vloženy až po jeho smrti v roce 1365: Bradlné, prodané za 197 kop Janovi Kadalicemu z Řečice, Milešice, prodané Arnoldovi z Pěčína a Onšovi a Hynkovi z Chdešic za 70 kop a 24 grošů, Bolíkov a Horní Pole, které koupil Martin Hlaváč (z Bolíkova) za 140 kop a 45 grošů, Sumrakov bez dvora, prodaný Pešíkovi ze Sumrakova za 115 a půl kop. Dále odevzdal Eberhardovi z Krajovic dvůr v Lovčovicích a Jakubovi z Balbucienti lán v Rozsíčkách. Jindřichovo zadlužení bylo ale mnohem větší, takže jeho bratři Menhart a Heřman prodali ještě za 1068 kop a 20 grošů městečko Deštná a vsi Březinu a Jižnou.